# تلمبه سیدموسی
تلمبه سیدموسی یک منطقهٔ مسکونی در ایران است که در دهستان دشت خاک واقع شده‌است. تلمبه سیدموسی ۱۳ نفر جمعیت دارد.